# Lynx (przeglądarka)
Lynx – przeglądarka internetowa pracująca w trybie tekstowym w środowisku systemów operacyjnych Microsoft Windows, Unix, Linux, OpenVMS, AmigaOS, DOS i OS/2, dzięki czemu można jej używać na wielu typach komputerów (np. PC, Atari).
Lynx prezentuje strony WWW w oparciu o czysty tekst, co umożliwia podpięcie do niego programów czytających teksty na głos; z tego powodu jest to przeglądarka popularna wśród osób niewidomych i niedowidzących.